# Twentymile-Gletscher
Der Twentymile-Gletscher ist ein Gletscher in den Chugach Mountains im US-Bundesstaat Alaska. Er liegt 20 km nordöstlich von Portage sowie 19 km nordnordöstlich von Whittier.
Der Twentymile-Gletscher hat heute eine Länge von etwa 9,9 Kilometern. Der Hauptgletscher hat eine Breite von etwa 800 m. Das Nährgebiet liegt auf einer Höhe von ungefähr 1450 m. Der Twentymile-Gletscher befindet sich im Rückzug. Ein linker Tributärgletscher ist im unteren Bereich nur noch als Moräne vorhanden. Der 4 km² große etwa 50 m hoch gelegene Gletscherrandsee unterhalb der Gletscherzunge des Twentymile-Gletschers dehnt sich immer weiter aus. Am südwestlichen Ufer des Gletscherrandsees fließt der Glacier River, ein linker Nebenfluss des Twentymile River, ab.

## Namensgebung
Der Name des Gletschers leitet sich von dem talabwärts gelegenen Fluss Twentymile River ab.